# 小心肝儿
《小心肝儿》（英語：Babygirl）是2024年上映的美国情色驚悚片，由哈琳娜·雷金导演、编剧、监制，妮可·基嫚、哈里斯·迪金森、苏菲·王尔德、安东尼奥·班德拉斯主演。电影于2024年8月30日在第81屆威尼斯影展全球首映，基德曼凭此片获得沃爾庇杯最佳女演員獎。北美首映礼于2024年9月10日在第49届多伦多国际电影节举行。2024年12月25日，电影在美国上映，由A24发行。

## 故事大纲
电影展现了大公司CEO与魅力十足的年轻实习生之间的禁忌之恋，借此探讨职场环境中权力动态和性的复杂性。

## 演员
- 妮可·基嫚 饰 罗米（Romy），公司CEO[13]
- 哈里斯·迪金森 饰 塞缪尔（Samuel），实习生
- 安东尼奥·班德拉斯 饰 雅各布（Jacob），罗米的丈夫
- 苏菲·王尔德（英语：Sophie Wilde） 饰 埃斯梅（Esme），罗米的助理
- 伊丝特·麦克格雷格（Esther McGregor）饰 伊莎贝尔（Isabel），罗米与雅各布的女儿，正值青春期
- 沃恩·蕾莉（Vaughan Reilly）饰 挪拉（Nora），罗米与雅各布的女儿，同样处于青春期[14]
- 盖特·杨森（英语：Gaite Jansen） 饰 海达·斯卡利特（Hedda Scarlett）
- 伊莎贝·玛尔（Izabel Mar）饰 安娜（Anna）
- 维克多·斯勒扎克（英语：Victor Slezak） 饰 米萨尔先生（Mr. Missel）[14]
- 亞努皮·迪賽 饰 罗伯特（Robert）[14]
- 巴特利·博兹（Bartley Booz）饰 汤姆（Tom）
- 马克斯韦尔·惠廷顿-库珀（Maxwell Whittington-Cooper）饰 乔什（Josh）[14]
- 莱斯利·席尔瓦（英语：Leslie Silva） 饰 海泽尔（Hazel）
- 多莉·韦尔斯（英语：Dolly Wells） 饰 治疗师

## 制片

### 开发
2023年11月，消息指2AM的大卫·伊诺霍萨将与雄起影业（Man Up Films）的哈琳娜·雷金共同担任影片制片人，A24负责融资，A2M的朱莉亚·吴、扎克·努特曼（Zach Nutman）和克里斯汀·德索萨·盖尔布（Christine D'Souza Gelb）担任执行制片人。其后消息指朱莉亚·吴担任制片人，而非早前所说的执行制片人。哈琳娜·雷金除了担任制片人，也负责电影的执导及编剧工作。本片将是哈琳娜·雷金执导的第二部英语长片，两部长片都由A24制片。
影片探讨职场人际关系变幻的概念出自《不道德的交易》《第六感追緝令》等电影。考虑到美国职场的等级制度和规则比欧洲更为严格，电影将角色艳遇的场景设置在美国职场，这种安排在主创团队看来也使得两位主角的关系更加禁忌化。雷琳娜也喜欢探讨女性与自己身体的关系，这也是她制作本片的一个关键因素。她表示自己制片的热情也源于1980年代和1990年代的情色驚悚片，尤其是保罗·范霍文和阿德里安·莱恩执导的作品，这些作品在灵感层面赋予她动力，促使她制作本片。莉齐·塔尔博特（Lizzie Talbot）担任本片的亲密行为协调员。

### 选角
2023年11月，消息指妮可·基嫚、哈里斯·迪金森、苏菲·王尔德、安东尼奥·班德拉斯和尚·連奴加盟剧组，其余演员包括约翰·塞纳迭姆博（John Cenatiempo）、沃恩·蕾莉、维克托·斯莱扎克、亞努皮·迪賽和马克斯韦尔·惠廷顿-库珀。 伊丝特·麦克格雷格据报也会出演。

### 摄制
主体拍摄于2023年12月在美国纽约启动，次年2月杀青。

## 发行

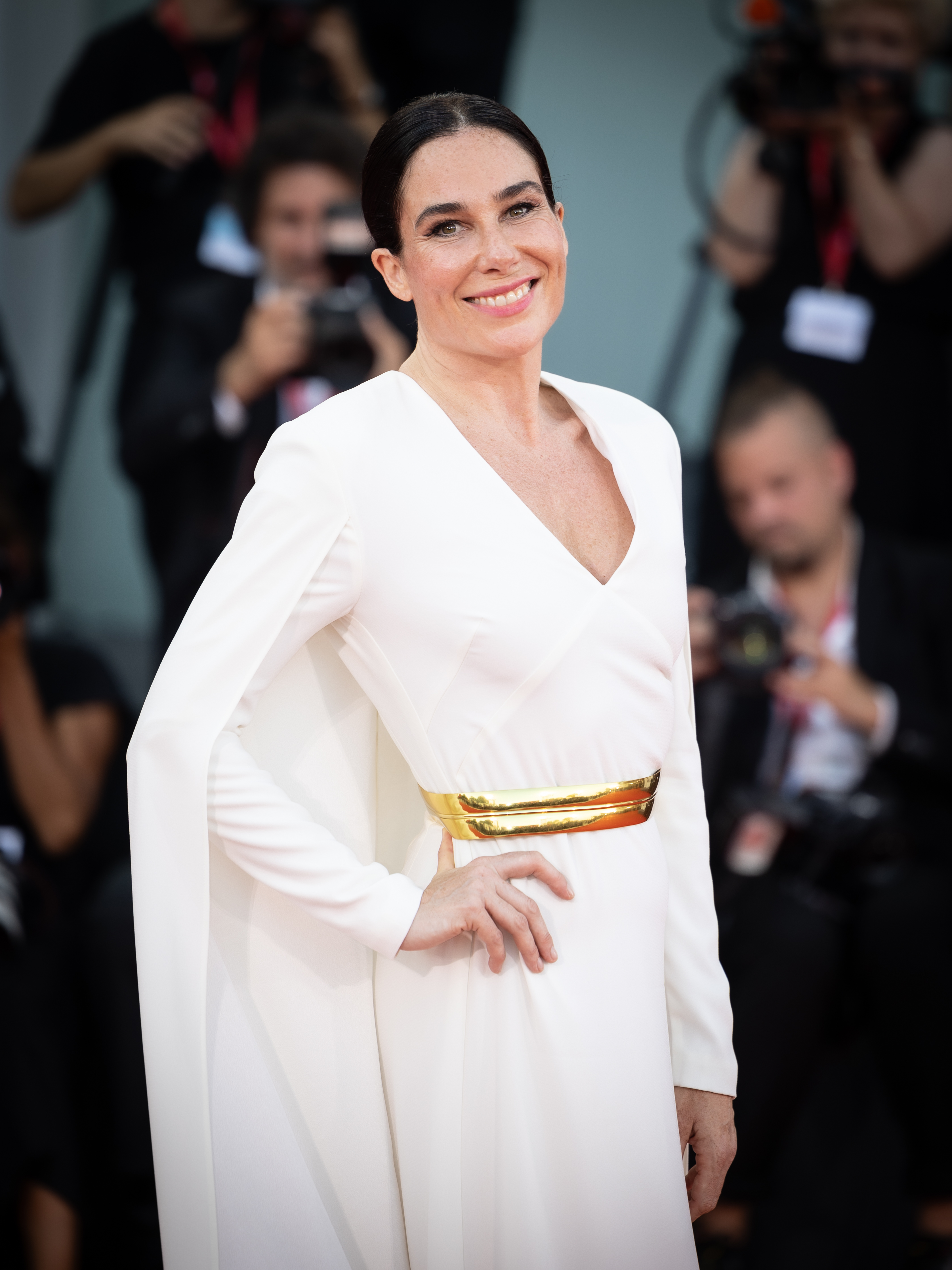
导演哈琳娜·雷金亮相威尼斯国际电影节

电影于2024年8月30日在第81屆威尼斯影展全球首映，同年9月10日在第49届多伦多国际电影节举行北美首映式。电影原定于2024年12月20日在北美上映，其后调档至2024年12月25日。

## 反响

### 专业评价
根据評論匯總网站爛番茄汇总的52篇评论文章，90%的评论家给予该作正面评价，使之獲得「認證新鮮」標識，平均打分为7.7分（满分10分）。在Metacritic上，23位影評人共給予了82分的分數（滿分100分），這部電影獲得了「一致好評」。

## 奖项
| 大奖                       | 颁奖日期      | 奖项                 | 提名者                                | 结果 | 参考          |
| -------------------------- | ------------- | -------------------- | ------------------------------------- | ---- | ------------- |
| 威尼斯电影节               | 2024年9月7日  | 金獅獎               | 哈琳娜·雷金                           | 提名 | [ 44 ] [ 45 ] |
| 威尼斯电影节               | 2024年9月7日  | 沃爾庇杯最佳女演員獎 | 妮可·基嫚                             | 獲獎 | [ 44 ] [ 45 ] |
| 哥谭奖                     | 2024年12月2日 | 最佳影片             | 哈琳娜·雷金、大卫·伊诺霍萨、朱莉亚·吴 | 提名 | [ 46 ] [ 47 ] |
| 哥谭奖                     | 2024年12月2日 | 最佳主角演出         | 妮可·基嫚                             | 提名 | [ 46 ] [ 47 ] |
| 棕榈泉国际电影节           | 2025年1月3日  | 最佳国际明星奖       | 妮可·基嫚                             | 獲獎 | [ 48 ]        |
| 棕榈泉国际电影节           | 2025年1月3日  | 值得关注的导演       | 哈琳娜·雷金                           | 獲獎 | [ 49 ]        |
| 美国退休人员协会成人电影奖 | 2025年1月11日 | 最佳女主角           | 妮可·基嫚                             | 提名 | [ 50 ]        |
| 圣巴巴拉国际电影节         | 2025年2月9日  | 大师奖               | 哈里斯·迪金森                         | 獲獎 | [ 51 ]        |